# 沙比拉
沙比拉（Sapera），是北印度旁遮普邦，中央邦與西孟加拉邦的職業種姓，印度教徒與穆斯林也有此種姓。
他們是流浪群體多姆人的一分支，屬於表列種姓，大都生活在城市外圍，傳統職業是弄蛇與捕蛇。
由於印度政府施加了壓力，他們定居下來，一些人開始務農，但他們仍然是一個非常邊緣化的群體遭受貧困。